# Gysbert Wigand Michelbecker
Gysbert Wigand Michelbecker (17 de enero de 1636 - 25 de abril de 1692) fue un comerciante, armador y propietario danés. Fue uno de los mayores comerciantes de Copenhague de su época y, desde 1687, poseía una gran propiedad en el canal Frederiksholms de Copenhague, donde hoy se encuentra el Museo Nacional de Dinamarca . 

## Biografía
Michelbecker nació en Marburgo, hijo del råds-forvandt y director de hospital Erich Michelbecker y de su esposa Elisabeth von Salzbudden (von Saltz Budden). Se formó como tonelero en Sankt Goar y Frankfurt del Meno. 
Michelbecker llegó a Copenhague en 1657, donde trabajó inicialmente como bodeguero para el comerciante de vinos Johan Lehns y después como empleado de Johan Edinger. En 1661, Michelbecker estableció su propio negocio vinícola con un gran stock de vino que había adquirido personalmente en Ámsterdam. Su empresa no dejó de crecer y, en 1681, fue nombrado maestro bodeguero real. También se dedicó a la importación y exportación de otros productos y, en 1691, era uno de los mayores comerciantes y armadores de la ciudad. 
Al principio, la casa comercial de Michelbecker estaba ubicada en un edificio más pequeño en Frederiksholm. En 1687, construyó una gran propiedad con vistas a Frederiksholms Kanal, que también contenía viviendas en alquiler. El edificio se consideró «un beneficio para la ciudad» y se le concedieron veinte años de exención de impuestos, así como importantes privilegios comerciales.

## Otras actividades
Michelbecker fue elegido miembro del Consejo de los 32 Hombres (que más tarde se convertiría en el Consejo Municipal de Copenhague).  También fue codirector del suministro de agua. La Iglesia Reformada de Copenhague tuvo su sede en su casa entre 1685 y 1689. 

## Vida personal
Michelbecker se casó el 24 de agosto de 1663 en Copenhague con Anne Ludewigs (Ludwig, Ludwigs) (15 de julio de 1647-4 de octubre de 1724), hija del comerciante Johan Ludwigs (Ludwigs) (nacido en 1619) y de Elisabeth Martens. Tuvieron diecisiete hijos, de los cuales nueve sobrevivieron a la infancia. Seis de sus hijas se casaron con destacados comerciantes, funcionarios y terratenientes. Una de sus hijas murió en el incendio de Sophie Amalienborg en 1689. Su hijo mayor se ahogó cuando el Sophia Amalia, barco de su padre, naufragó frente a las costas de Noruega en 1692. Su hijo, Henrich Wigand Michelbecher (1672-1720), fue propietario de la finca Selchausdal, en la parroquia de Buerup, en Holbæk. Se casó tres veces: 1) En 1697 con Cäcilie Holm (+ 1699); 2) en 1704 con Charlotte Amalie Lerche, y 3) en 1704 con Elisabeth Sabine Rosbach (1691-1751 de Eckernförde), hija de Tobias Rosbach (1664-1728), administrador de correos en Rendsburg, y Lucie Elisabeth Rebiger (~ 1690).
Michelbecker murió en 1692 y fue enterrado en la Iglesia de San Pedro ( Sankt Petri Kirke ) en Copenhague. Uno de sus yernos, Wilhelm Edinger (1659-1733), se hizo cargo de su empresa, así como de la propiedad en Frederiksholms Kanal.   